# Sněhový efekt vodních ploch

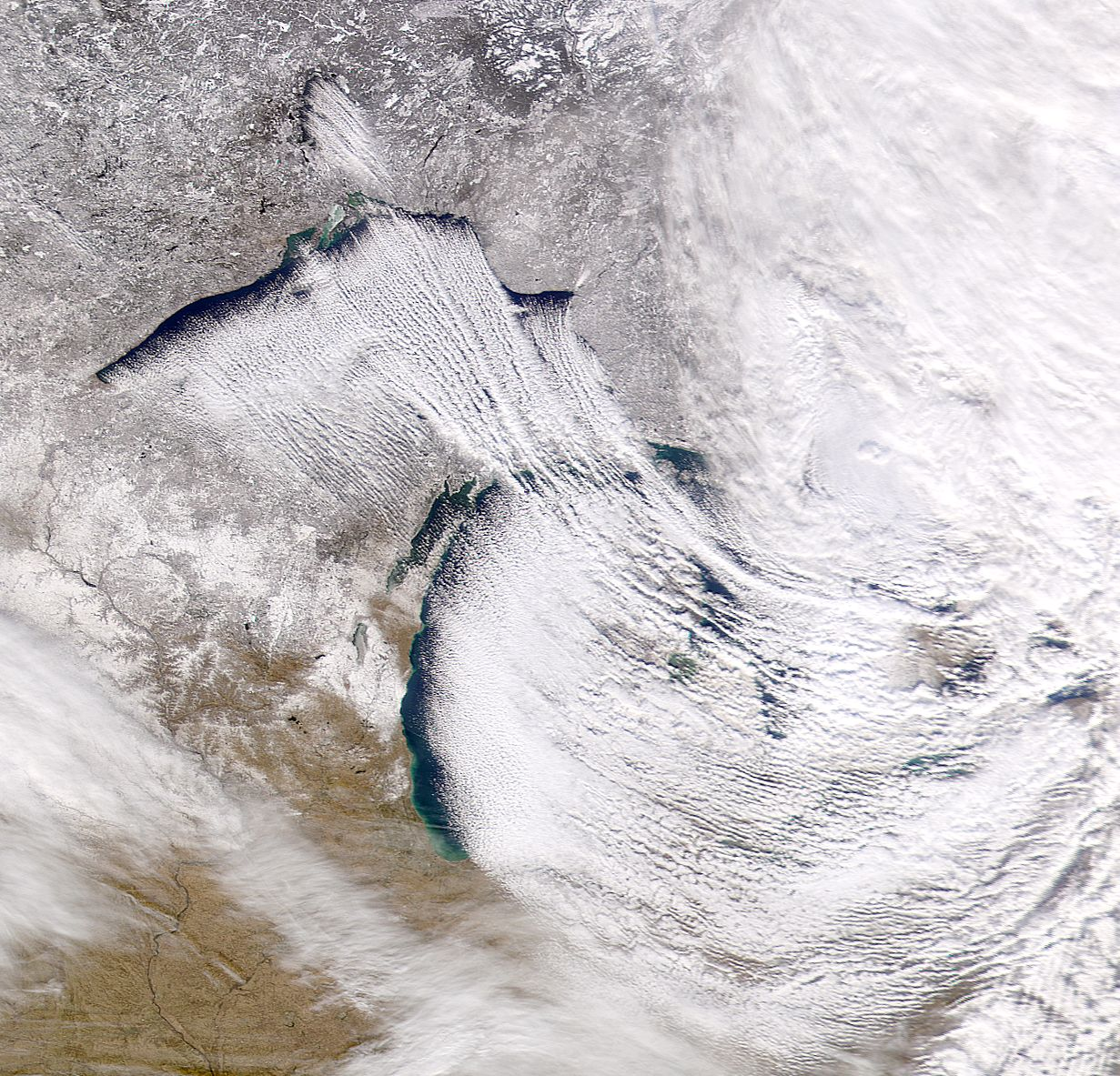
Na obrázku je jasně vidět, jak se nad jezery vytváří sněhová mlha, mířící do vnitrozemí.

Sněhovým efektem vodních ploch se rozumí situace, kdy nad rozsáhlou vodní plochu proudí vzduch výrazně studenější než voda v nádrži. V důsledku toho dochází k tvorbě sněhových vloček rychlým ochlazením vlhkého vzduchu stoupajícího z hladiny. Vločky dál stoupají do výše, potom jsou odváty nad pevninu a opět klesají k zemi. Zpovzdálí tento efekt vypadá jako mlha (tvořená sněhovými vločkami) vytvářející se nad vodou a přesouvající se nad pevninu. Nutno dodat, že nad pevninou se projevuje extrémně hustým a vytrvalým sněžením s viditelností nižší než pár desítek metrů.

## Sněhová bouře

Oblasti Velkých jezer, kde se Sněhový efekt jezera vyskytuje

Sněhová bouře nabírá vlhkost nad jezerem

Na rozsáhlých vodních plochách někdy dochází k tak výrazné míře atmosférické nestability, že to vede až k bouřím doprovázených blesky, možno říci, ke slabšímu blizardu. Mezi základní podmínky pro jejich vznik patří dostatečný teplotní rozdíl mezi vodou v jezeře a vzduchem ve výšce nad ním. Typicky: v nadmořské výšce přibližně 1500 m n. m., kde je v danou chvíli atmosférický tlak 850 milibarů, musí být teplota minimálně o 13 °C nižší (typicky 15 - 25 °C).

## Projevy
Vjezd do postižené oblasti připomíná vjezd do husté mlhy, často s velmi jasnou hranicí, je třeba klidně jasno, a najednou může být sněhové bouři nejtěžší kategorie. Zanedlouho, v řádu hodin, může v zasažených oblastech napadnout i několik desítek cm sněhu. V extrémních případech, kdy je rozdíl mezi teplotou jezera a vzduchu opravdu obrovský, se mohou vytvořit sněhové bouře s blesky. Efekt se projevuje až 40 km od pobřeží.

## Výskyt
Zpravidla ve všech oblastech, kde jsou dostatečně velké vodní plochy (průměru 100 km a více), a to hlavně ve vnitrozemí - zásadní je, aby z vnitrozemí nad vodní plochu dorazil studený vzduch a poté opět narazil na pobřeží. Proslulou oblastí, kde se tak děje, je oblast Velkých jezer v Severní Americe. Ve světě jde například o Azovské moře, Jadran, či další velká vnitrozemská moře.